# Thomas Greanias
Thomas Greanias (Chicago, 19 febbraio 1965) è uno scrittore statunitense, conosciuto soprattutto per le sue investigazioni e romanzi su Atlantide.
I primi libri, di grande successo e tradotti in diversi paesi, narrano le avventure dell'astroarcheologo Conrad Yeats e di Serena Serghetti (suora italo-australiana), volte a svelare i misteri che si celano dietro la città di Atlantide.

## Opere

### SerieConrad Yeats
1. La piramide di Atlantide (Raising Atlantis, 2005)
2. Il sigillo della nuova Atlantide (The Atlantis Prophecy, 2008)
3. La stirpe di Atlantide (The Atlantis Revelation, 2009)

### Altri romanzi
The promised war (2010)